# 高吻擬鮋
高吻擬鮋（学名：Scorpaenopsis altirostris）是輻鰭魚綱鮋形目鮋亞目鮋科的其中一種，為熱帶海水魚，分布於中太平洋東部夏威夷群島海域，棲息深度79-134公尺，體長可達4.6公分。棲息在沙石底質底層水域，生活習性不明，具有毒性。

## 扩展阅读
維基物種上的相關：高吻擬鮋